# Chaoyang (köpinghuvudort i Kina, Jiangsu Sheng, lat 34,68, long 119,30)
Chaoyang är en köpinghuvudort i Kina. Den ligger i provinsen Jiangsu, i den östra delen av landet, omkring 290 kilometer norr om provinshuvudstaden Nanjing. Antalet invånare är 18 885. Befolkningen består av 9 119 kvinnor och 9 766 män. Barn under 15 år utgör 14,0 %, vuxna 15-64 år 75 %, och äldre över 65 år 9,0 %.
Runt Chaoyang är det tätbefolkat, med 613 invånare per kvadratkilometer. Närmaste större samhälle är Xinpu, 15,6 km sydväst om Chaoyang. Trakten runt Chaoyang består till största delen av jordbruksmark.
Genomsnittlig årsnederbörd är 1 098 millimeter. Den regnigaste månaden är juli, med i genomsnitt 341 mm nederbörd, och den torraste är januari, med 10 mm nederbörd.